# Mount Bool
Mount Bool ist ein 1744 m hoher Berg im ostantarktischen Mac-Robertson-Land. In der Athos Range der Prince Charles Mountains ragt er zwischen den Bergen Mount Peter und Mount Dwyer auf.
Kartiert wurde er anhand von Luftaufnahmen, die 1965 im Rahmen der Australian National Antarctic Research Expeditions entstanden. Das Antarctic Names Committee of Australia (ANCA) benannte den Berg nach Geoffrey A. Bool, Wetterbeobachter auf der Mawson-Station, der 1969 an der Vermessung der Prince Charles Mountain beteiligt war.